# Kirill Prochodov
Kirill Prochodov (kazakiska: Кирилл Проходов), född 17 januari 2007, är en kazakisk fäktare som tävlar i värja.

## Karriär
Vid VM 2025 i Tbilisi tog Prochodov brons tillsammans med Ruslan Kurbanov, Elmir Alimzjanov och Vadim Sjarlaimov i lagtävlingen i värja efter att ha besegrat Frankrike i bronsmatchen.